# Хомутецкий, Николай Фёдорович
Никола́й Фёдорович Хомуте́цкий (23 ноября 1905, Николаевская, Астраханская губерния — 9 сентября 1973) — архитектор, историк архитектуры, доктор искусствоведения, профессор. Директор Ленинградского инженерно-строительного института (1948—1952).

## Биография
Родился в рабочей семье. Отец был столяром. С 13 лет сам обучался на плотника.
В 1922 году вступил в комсомол, сотрудничал в отделе народного образования, заведовал партийной библиотекой Уездного Комитета РКП(б) Николаевска, занимал выборные должности в комсомоле. В 1930 году вступил в ВКП(б).
В 1927 году переехал в Ленинград и поступил в Институт гражданских инженеров (ныне СПбГАСУ). В 1935 году окончил аспирантуру там же.
По окончании аспирантуры начал преподавать, ассистент (1935), доцент кафедры истории и теории архитектуры и заместитель декана архитектурного факультета (1940), декан архитектурного факультета (1941). В 1938 году защитил диссертацию на тему «Архитектура эпохи империализма» на соискание учёной степени кандидат архитектуры.
В началом Великой Отечественной войны пошёл в Красную армию. Ускоренно окончив Высшую военно-политическую Академию им. В. И. Ленина, получил направление на фронт, служил инструктором Политотдела 49-й Армии Западного, затем — 2-го Белорусского фронта. Как знавший немецкий язык участвовал в допросах пленных, изучал трофейные документы, писал антифашистские листовки, на передовой вёл спецпропаганду через мощную громкоговорящую установку, получил контузию. Дошёл от Сталинграда до Берлина, демобилизован 20.12.1945 в звании майора.
После демобилизации возвратился на преподавательскую работу, с января 1946 года — доцент кафедры истории архитектуры, с 1947 года — заведующий кафедрой. В 1948—1952 годах — директор ЛИСИ.
С 1953 по 1955 год обучался в докторантуре Института истории искусств АН СССР в Москве.
В 1955 году защитил докторскую диссертацию на тему «Архитектура России с середины XIX века по 1917 год : (По материалам Москвы и Петербурга)», научный консультант — академик И. Э. Грабарь. Профессор (1956). Заведующий кафедрой истории и теории архитектуры ЛИСИ (1955—1972).

## Известные работы
- проект дома-коммуны на 2000 человек (вторая премия на конкурсе Ленсовета), 1929
- дом на ул. Стачек в жилом массиве «Красный Путиловец», 1934
- три школьных здания на 880 учащихся каждое (Введенская ул., 15; ул. Пестеля, 16; Ярославская ул., 13) 1936
- Памятник В. И. Ленину в Ленинграде, у Варшавского вокзала; скульптор Н. В. Томский, арх. Н. Ф. Хомутецкий, Б. В. Муравьёв. Демонтирован в 2005 г.; в 2012 году установлен на территории Национального государственного университета физической культуры, спорта и здоровья имени П. Ф. Лесгафта;, 1949
- Памятник И. В. Сталину у Балтийского вокзала в Ленинграде (1949, соавт. С. И. Евдокимов, Б. В. Муравьёв)[3]; Демонтирован в конце 1950-х годов;